# RIDEF
Das Kunstwort RIDEF steht für die französische Abkürzung von Rencontre Internationale des Éducateurs Freinet (internationales Treffen der Erzieher nach Freinet). Diese werden seit 1968 zur eigenen Fort- und Weiterbildung von Lehrern der Freinet-Pädagogik während der Sommerferien organisiert, um gemeinsam Theorie und Praxis dieser Pädagogik weiterzuentwickeln. Dabei treffen sich Kindergärtnerinnen, Schul- und Hochschullehrer und Erwachsenenbildner aus aller Welt, die in ihren Schulen und Institutionen mit Freinet-Pädagogik arbeiten. Sie treffen sich, um sich auszutauschen und die eigene Praxis kritisch zu reflektieren.

## Organisation

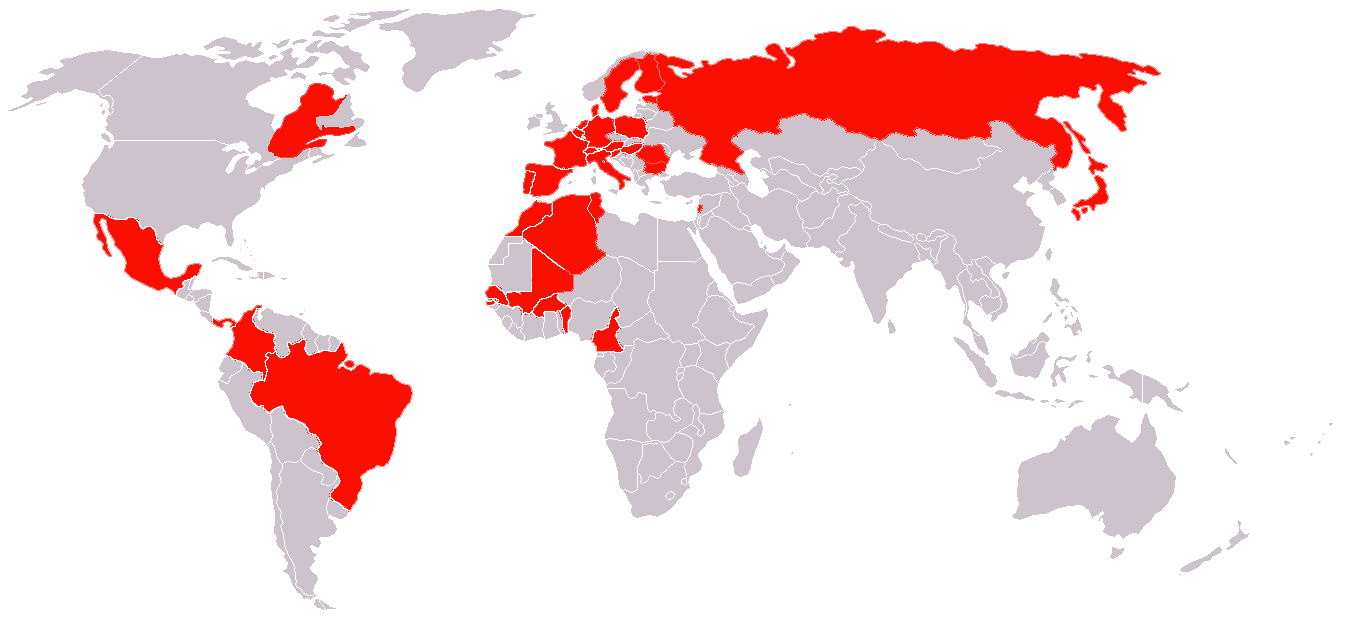
In manchen Ländern dieser Welt, in der die Freinet-Pädagogik verbreitet ist, hat bereits ein RIDEF stattgefunden.

Ein RIDEF-Kongress wird jeweils von der Ländergruppe vorbereitet, in deren Land der Kongress stattfindet. Er ist geprägt von den lokalen, pädagogischen Möglichkeiten, den Vorstellungen, Konzepten, die sich in der Freinet-Bewegung des ausrichtenden Landes herausgebildet haben. Das RIDEF will eine vertiefte Kenntnis von Unterricht und Erziehung in interkultureller Perspektive ermöglichen, die Zusammenarbeit der Freinet-Pädagogen in ihren Schulen, regional, national und international weiterentwickeln und neue Mitglieder gewinnen. Die RIDEFs sind eine besondere Form von Zukunftswerkstätten. Die Teilnehmer verbindet die Vision einer wünschenswerten Zukunft mit der eines lebendigen Lernens.
Zuerst fanden die RIDEFs jährlich statt, seit 1980 jeweils zweijährliche in allen geraden Jahren. Bis 1986 haben die Kongresse in Europa und Nordafrika stattgefunden. Nachdem sich die Freinet-Pädagogik um die ganze Welt verbreitet, fand 1988 das erste RIDEF außerhalb Europas und des Mittelmeerraumes statt. In den letzteren Ländern konnte teilweise auch an noch bestehende oder politisch verdrängte Reformbewegungen im ehemaligen Ostblock wieder angeknüpft werden. 2006 fand das RIDEF im Senegal statt.

## Alle RIDEFs
Belgien (1968), Italien (1969), Tschechoslowakei (1970), Libanon (1971), Dänemark (1972), Tunesien (1973), England (1974), Algerien (1975), Polen (1976), Portugal (1977), Schweden (1978), Frankreich (1979), Spanien (1980), Italien (1982), Belgien (1984), Dänemark (1986), Brasilien (1988), Finnland (1990), Frankreich (1992), Schweden (1994), Polen (1996), Japan (1998), Österreich (2000), Bulgarien (2002), Deutschland (2004), Senegal (2006), Mexiko (2008)